# Les Bons
Les Bons – miasto w parafii Encamp, w Andorze. Według danych na rok 2020 miasto liczyło 1088 mieszkańców.

## Demografia
Ludność historyczna:
| Rok     | 1991 | 1996 | 2001 | 2010 | 2015 | 2020 |
| ------- | ---- | ---- | ---- | ---- | ---- | ---- |
| Ludność | 537  | 747  | 985  | 992  | 1039 | 1088 |

## Klimat
Średnia temperatura wynosi 5°C. Najcieplejszym miesiącem jest lipiec (16°C), a najzimniejszym miesiącem jest grudzień (-5°C). Średnie opady wynoszą 1002 milimetrów rocznie. Najbardziej wilgotnym miesiącem jest listopad, (121 milimetrów deszczu), a najbardziej suchym miesiącem jest grudzień (60 milimetrów deszczu).